# Монтанье, Проспер
Проспер Монтанье (фр. Prosper Montagné; 14 ноября 1865, Каркасон, Франция — 22 апреля 1948, Севр, Франция) — французский шеф-повар, автор книг и статей о кулинарии и гастрономии, в первую очередь, фундаментального труда о французской кухне Larousse Gastronomique.
Монтанье родился в Каркасоне в департаменте Од. После окончании лицея собирался стать архитектором, но это оказалось невозможным. Его отец приобрел в Тулузе отель, где Монтанье стал шеф-поваром.
Профессиональным навыкам учился в парижском Grand Hôtel и Hotel d’Angleterre в Котре, затем работал в различных ресторанах Парижа и Сан-Ремо, а также в Hôtel de Paris в Монте-Карло. C 1900 года снова работал в Париже, был шеф-поваром в Pavillon d’Armenonville, Pavillon Ledoyen и, наконец, Grand Hôtel, в котором оставался в течение 10 лет. После этого открыл собственный ресторан Montagné и консультировал поваров La Reine Pédauque.
Монтанье был автором многих книг о кулинарии, в том числе Le grand livre de cuisine, считающейся лучшим его произведением; La grande cuisine illustrée, Larousse Gastronomique; Bonne chère, pas chère, La cuisine diétique, Les délices de la table , Le livres des cuisines militaires, Mon menu и Le festin occitan. Он также публиковал статьи в периодических изданиях и был главным редактором журнала Revue culinaire.
По мнению «Британской энциклопедия», Проспер Монтанье был вторым по значимости кулинаром Франции после Карема. В отличие от предшественника, Монтанье достаточно рано пришёл к выводу о ненужности пьес монте (съедобных украшений стола) и вычурных гарниров.
Имя шеф-повара носит профессиональная французская ассоциация общественного питания Club Prosper Montagné.
В 1922 году Монтане стал кавалером Ордена Почётного легиона.